# GOES 2

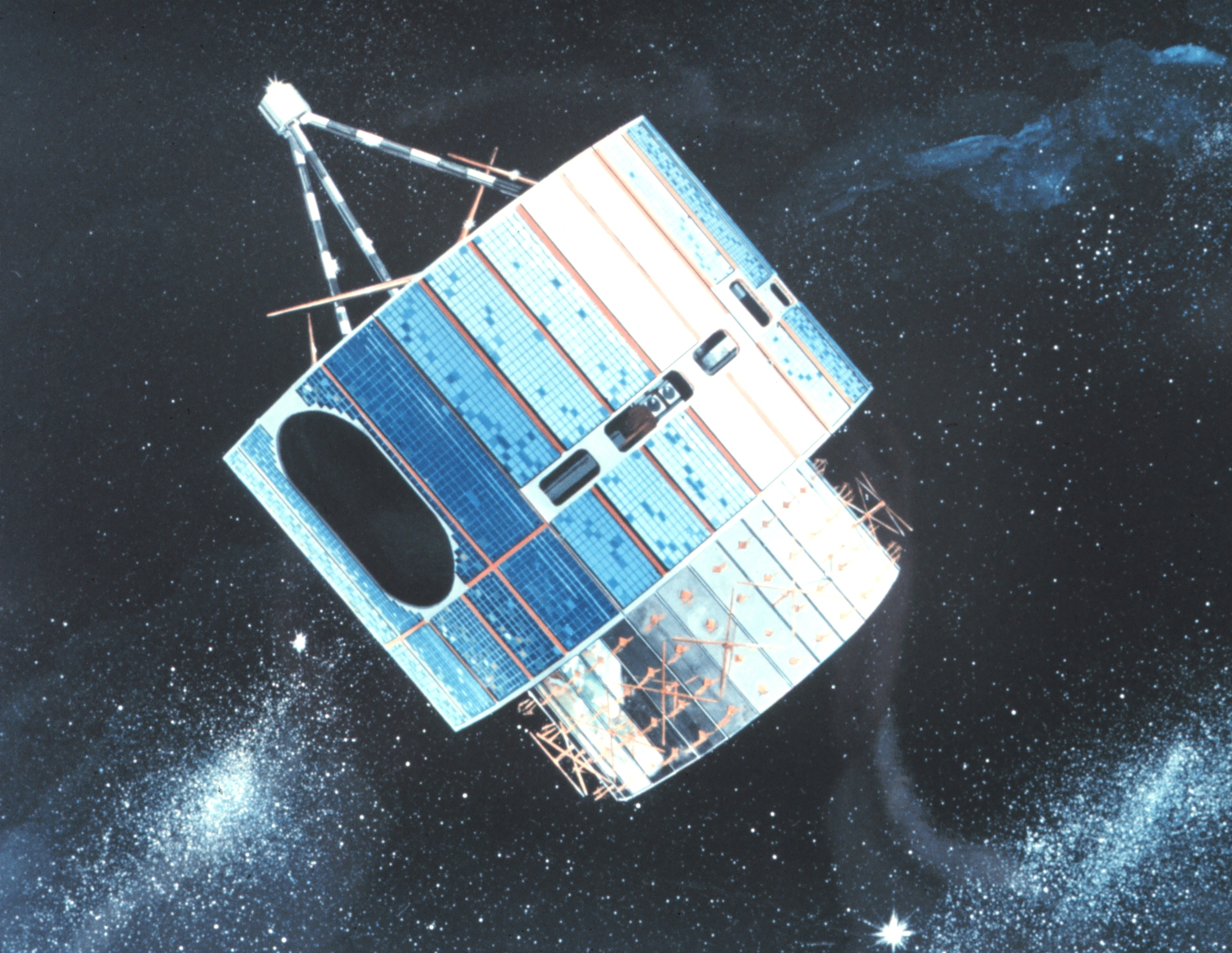
Concepção artística do GOES-2.

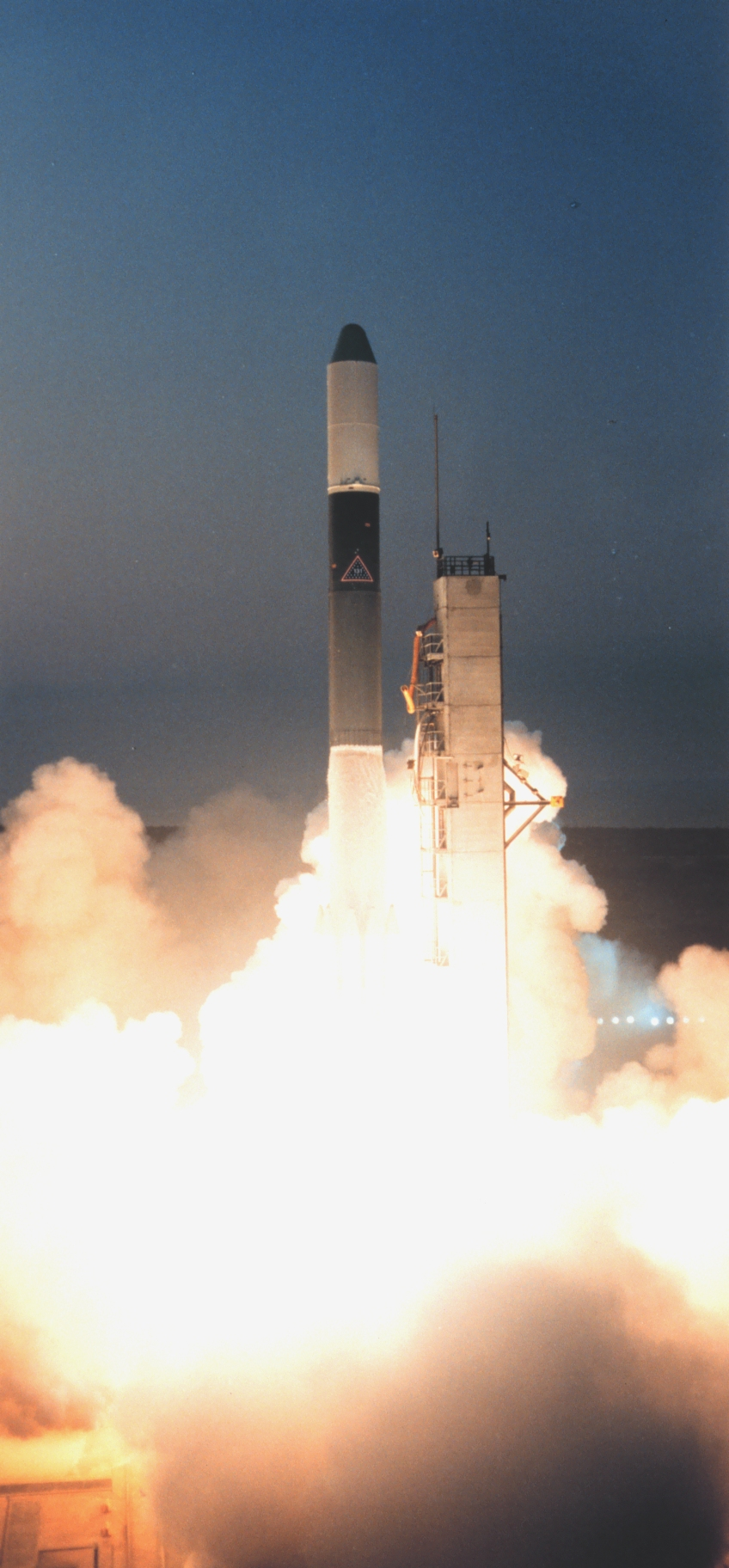
O satélite GOES-B sendo lançado por um foguete Delta 2914.

O GOES 2, conhecido também como GOES-B antes de se tornar operacional, foi um satélite meteorológico geoestacionário operado pela National Oceanic and Atmospheric Administration dos Estados Unidos como parte do Geostationary Operational Environmental Satellite.
O GOES 2 foi construído pela Ford Aerospace, e foi baseado numa plataforma de satélite desenvolvida para o programa Synchronous Meteorological Satellite. No lançamento, ele tinha uma massa de 295 kg. Ele foi posicionado em órbita geoestacionária, de onde foi usado para previsão do tempo nos Estados Unidos. Depois da sua retirada desse serviço, foi aproveitado como satélite de comunicação até a sua retirada total em 2001.